# أليكساندر ريتا
أليكساندر ريتا (6 أبريل 1995 في أنغولا - ) هو لاعب كرة قدم برتغالي في مركز الوسط.

## وصلات خارجية
- أليكساندر ريتا على موقع قاعدة بيانات كرة القدم.إي يو (الإنجليزية)
- أليكساندر ريتا على موقع Soccerway.com (الإنجليزية)